# Ergenekon (organisatie)
Ergenekon is een vermeend geheim verbond in Turkije. In de Nederlandse media wordt Ergenekon vaak beschreven als "een schimmige groep die de AKP-regering ten val zou willen brengen". Dit terwijl de politie en justitie al voordat de AKP opgericht werd in 2001 onderzoek deed naar Ergenekon.

## Geschiedenis
Al sinds het Susurluk-schandaal van 1996, waarbij een hooggeplaatste Turkse politiechef, een parlementariër en een maffioso verongelukten in een Mercedes, wordt er gesproken over een organisatie met de naam "Ergenekon". De eerste persoon die in het openbaar ging praten over de organisatie was de gepensioneerde marineofficier Erol Mütercimler, die over een dergelijke organisatie sprak in 1997. De term Ergenekon bereikte het grote publiek na de uitzending van de documentaire 40 Dakika (40 minuten) van journalist Celal Kazdağlı op 7 januari 1997. Tijdens de documentaire had Mütercimler gezegd dat hij het bestaan van de organisatie hoorde van de gepensioneerde generaal Memduh Ünlütürk, die betrokken was bij de anti-communistische Ziverbey-verhoren naar aanleiding van de 1971 staatsgreep. Mütercimler vertelde dat binnen Ergenekon zich diverse officieren, politieagenten, professoren, journalisten en zakenlieden bevinden.
Het geheime genootschap zou zich hebben genoemd naar het legendarische land Ergenekon in Centraal-Azië, waar de wortels zouden liggen van de Turkse beschaving. Begin 2001 werd journalist Tuncay Guney verhoord door de politie.  
In 2007 werd in het huis van een ex-generaal een aantal wapens gevonden. Later werden er meer wapens gevonden op verschillende locaties in Turkije. Een justitieel onderzoek leidde in 2008 tot een aanklacht (van ruim 2.500 pagina’s) van de Openbare Aanklager van de Turkse Republiek tegen 86 verdachten op verdenking van samenzwering tegen de staat. Het netwerk van hoge militairen en intellectuelen zou hebben geprobeerd door aanslagen het geschikte klimaat voor een staatsgreep te scheppen.
De leden ervan moesten in 2011 voor de rechtbank verschijnen in Silivri.
Onder de beklaagden bevinden zich ex-generaals, advocaten, schrijvers en journalisten. De belangrijkste beklaagde is de ex-stafchef van het leger İlker Başbuğ. Op 12 maart 2012 werden vier journalisten na een jaar in voorlopige hechtenis vrijgelaten, in afwachting van hun proces.

## Publieke opinie
Volgens een enquête die in het dagblad Milliyet gepubliceerd was, gelooft 61,7% van de Turkse bevolking in het bestaan van Ergenekon, terwijl 20,3 procent niet gelooft dat er een dergelijk misdaad-netwerk bestaat. 18 procent was onbeslist.
De zaak Ergenekon bevestigt voor veel Turken het bestaan van een zogenaamde ‘diepe staat’ binnen de staat die eigenlijk de macht in handen heeft. In 1996 bevestigde het zogeheten Susurluk-incident dat vermoeden, toen bij een auto-ongeluk een politiechef, een maffiabaas en zijn minnares omkwamen en een parlementariër gewond raakte. Het schandaal over geheime banden tussen staat, politie en onderwereld dat volgde, werd nooit helemaal opgelost en hooggeplaatste sleutelfiguren werden nooit vervolgd. Tijdens het onderzoek naar Ergenekon kwamen de lijken weer uit de kast: Susurluk, maar ook de verdwijning in de jaren ’90 en diverse onopgeloste moordzaken. Ergenekon zou het overblijfsel zijn van zogeheten 'stay-behind' netwerken die tijdens de Koude Oorlog in diverse landen (bijvoorbeeld Gladio in Italië) werden opgericht door de NAVO om guerrillaverzet te bieden aan een eventuele Sovjetinvasie.